# رفیک کمال آردومان
رفیک کمال آردومان (انگلیسی: Refik Kemal Arduman؛   ۲۰ ژوئن ۱۹۰۱ – ۱۱ ژوئیهٔ ۱۹۸۱) بازیگر اهل ترکیه بود.